# Шульга-Шульженко Михайло Іванович
Шульга-Шульженко (Шульга) Михайло Іванович (1902, Звенигородка, Київська губернія) — 1942, Ленінградська область) — український поет.

## Родина
Брат Павло до середини 1920 був офіцером Армії УНР.
Дружина — Марія Степанівна Шульга-Шульженко (Король), 1905—1978 рр., проживала і деякий час працювала вчителькою у селі Козацькому (Черкаська область), з 1965 р. проживала у м. Києві.
Син — Олесь Михайлович Шульга-Шульженко, 1930—1994 рр., навчався у Київському училищі прикладного мистецтва, художник, режисер, працював на Київській кіностудії науково-популярних фільмів.

## Життєпис
Народився у місті Звенигородці Черкаської області.
Походив із сім'ї селянина-середняка, що проживала на околиці міста — Кучугурівці. Три роки навчався у початковій школі. Був знайомий з Агатангелом Кримським, який деякий час проживав у Звенигородці.
У 1918 р. втік з міста із більшовицькими військами. Сім років воював у складі Червоної армії на різних фронтах.
У 1925 р. служив у НКВС у місті Умані (Черкаська область). Пізніше навчався у Харківському інституті народної освіти, потім знову служив у НКВС.
Влітку 1929 р. був арештований у справі Спілки визволення України (за деякими даними приятелював з Юрком Тютюнником) і декілька місяців просидів у тюрмі. Звільнений з-під арешту завдяки зусиллям друзів-співлужбовців з НКВС і відправлений у Туркестан, де воював з басмачами.
У 1933—1934 рр. працював головою колгоспу в селі Бабаї (Харківська область).
У 1936—1937 рр. навчався на курсах перепідготовки викладачів історії ВКП(б).
У 1938—1941 рр. працював викладачем історії ВКП(б) у Бєлгородському педагогічному інституті.
У червні 1941 р. мобілізований і відправлений на фронт.
Зник безвісти на фронті у червні 1942 р. біля міста Кіріші (Лєнінградська область).
Однак двоє фронтовиків підписали акт, у якому зазначалося, що вони «були вчасниками-свідками в бою з ворогами фашистами в м. Кірші Леніградської обл. в тім, що похоронили бійця младшого лейтенанта міньора, який загинув у бою за батьківщину Шульга Михайло Іванович. народ. 1902 р. житель м. Звенигородки». Акт затверджений підписами голови і секретаря сільради села Козацького (Черкаська область). Запити рідних про долю М.Шульги-Шульженка у військові архіви СРСР поверталися з відповіддю: «зник безвісти», «дані про загибель відсутні».
Згідно із «Спіском бєзвозвратних потєрь лічного состава Красной Арміі за врємя Вєлікой Отєчественной войни 1941—1945 гг. по Звєнігородскому району» не момент зникнення безвісти М.Шульга-Шульженко був безпартійним.

## Літературна діяльність
Під час громадянської війни М. Шульга-Шульженко заприятелював з Володимиром Сосюрою, який згодом мав значний вплив на його творчість.
У 1923—1924 рр. М. Шульга-Шульженко брав участь у створенні в Умані філії Спілки селянських письменників «Плуг».
Перший опублікований вірш «Не плачем, а мечем» з'явився 1925 р. у журналі «Молодий більшовик» (м. Харків).
У 1925—1930 рр. вірші М. Шульги-Шульженка публікувалися у журналах і газетах, зокрема у журналі «Західна Україна» (м. Харків).
За життя було видано три збірки віршів — «Гартовані леза» (1928 р.), «Степова глибінь» (1929 р.), «Бої» (1930 р.).
У 1972 р. у видавництві «Радянський письменник» вийшла збірка «Гартовані леза», у яку ввійшли деякі поезії з трьох раніше виданих збірок, а також ряд інших.

## Громадська діяльність
Був ініціатором створення і активним учасником Уманської організації літоб'єднання «Плуг».
1930 р. деякі члени Звенигородської філії СВУ неодноразово згадували і його прізвище.